# Лаврентьев, Денис Олегович
Денис Олегович Лаврентьев (род. 15 сентября 1988, Курган) — российский самбист, дзюдоист, боец смешанных единоборств (ММА) победитель первенства Мира и Европы по самбо. Мастер спорта России международного класса по дзюдо и самбо. Тренеры: Олег Лаврентьев, Виктор Евтодеев, Андрей Родионов (все Курган), Андрей Востриков (Челябинск), Эцио Гамба (сборная России). Живёт в городе Екатеринбурге и тренируется в Академии единоборств РМК.

## Биография
Денис Олегович Лаврентьев родился 15 сентября 1988 года в городе Кургане Курганской области.
Заниматься борьбой начал с 6 лет по инициативе отца, мастера спорта СССР международного класса по самбо Олега Лаврентьева. Он и был первым тренером сына. Тренировался в СК «Зауралец».
С 15 лет Денис стал участвовать уже в официальных соревнованиях, где регулярно попадал в призёры. Денис окончил школу № 53 г. Кургана и Шадринский государственный педагогический институт. В 2006 году дебютировал в сборной России, на первенстве мира в Москве курганец стал вторым, проиграв в финале сопернику из Узбекистана.
С 2008 года тренировался в г. Челябинске под руководством Заслуженного тренера России Вострикова Андрея Евгеньевича в ОГУ «УЦОП по дзюдо Челябинской области».
В 2009 году — спортсмен-инструктор государственного образовательного учреждения дополнительного образования детей «Курганская школа высшего спортивного мастерства».
В 2016 году ради мечты биться в ММА отправился в США, где прошёл подготовку в трёх тренировочных лагерях, затем полетел тренироваться в Таиланд.
29 апреля 2017 года состоялся первый профессиональный бой смешанных единоборств против Омотилы Моминова из Киргизии. Лаврентьев победил.
16 сентября 2017 года победил спортсмена из Москвы Улукбека Аманбаева.
14 декабря 2017 года победил действующего бойца Fight Nights из Москвы Грачика Енгибаряна.
25 февраля 2018 года победил бразильца, который находится на 85 строчке мирового рейтинга, — Флавиу да Силва Сантос.
5 мая 2018 года выиграл бывшего бойца UFC Реджинальдо Виера.
В 2019 году переехал в город Екатеринбург и тренируется в Академии единоборств РМК. Бойцовский клуб «Архангел Михаил» (базируется в спортивном комплексе Академии Единоборств РМК).
7 июля 2020 года стало известно, что Денис Лаврентьев рассматривается менеджментом UFC в качестве замены на один из турниров на Бойцовском острове.

### Семья
Отец Олег Лаврентьев, Мастер спорта СССР международного класса по самбо.
Младший брат Данил Лаврентьев (род. 11.04.2003), Мастер спорта России по дзюдо, серебряный призёр чемпионата Европы 2024, чемпион чемпионата Европы 2025 по дзюдо.
Денис Лаврентьев женат, супруга Анастасия, есть дочь Ева и сын Адам, сын Лавр.

## Спортивные достижения
- Мастер спорта России международного класса по самбо (2011[7]);
- Мастер спорта России международного класса по дзюдо (4 апреля 2011[8]);
- Победитель первенства России по самбо (2006);
- Серебряный призёр первенства мира по самбо (2006);
- Бронзовый призёр первенства Азии по самбо (2006);
- Победитель первенства азиатской части России по самбо (2006);
- Двукратный победитель первенства мира по самбо (2006, 2008);
- Серебряный призёр первенства России среди юношей по дзюдо (2006);
- Серебряный призёр первой летней Спартакиады молодежи России по дзюдо (2006);
- Победитель первенства Европы по самбо (2007);
- Победитель этапа Кубка мира по дзюдо (2009);
- Бронзовый призёр первенства России среди молодежи по дзюдо (2009);
- Победитель первенства Европы среди спортсменов до 23-х лет по дзюдо (2010, Сараево, Босния и Герцеговина);
- Серебряный призёр командного чемпионата России в составе сборной УрФО по дзюдо (2010, 2011);
- Победитель турнира «Большой шлем» по дзюдо[9] (2012)[1].
- Дзюдо на Всероссийской спартакиаде 2022 — ;

## Рейтинги
По состоянию на июнь 2020 года рейтинг ММА: 322.0.
- Позиция в мире: 648 + 1
- Позиция в Российской Федерации: 147
- Позиция по весовой категории (легчайший) в мире: 96
- Позиция по весовой категории (легчайший) в Российской Федерации: 22

## Статистика ММА
| Боёв 13         | Побед 12 | Поражений 1 |
| --------------- | -------- | ----------- |
| Нокаутом        | 6        | 0           |
| Сдачей          | 1        | 0           |
| Решением        | 5        | 1           |
| Ничьи           | 0        | 0           |
| Не состоявшихся | 0        | 0           |

| Результат | Рекорд | Соперник                | Способ                                          | Турнир                                             | Дата             | Раунд | Время | Место | Примечание         |
| --------- | ------ | ----------------------- | ----------------------------------------------- | -------------------------------------------------- | ---------------- | ----- | ----- | ----- | ------------------ |
| Победа    | 12-1   | Джесси Арнетт           | Техническим нокаутом ()                         | PaRus FC                                           | 6 ноября 2021    | 1     | 1:24  |       |                    |
| Победа    | 11-1   | Рафаэль Диас            | Решением (единогласным)                         | RCC 9: Василевский - Андраде                       | 3 мая 2021       | 3     | 5:00  |       |                    |
| Победа    | 10-1   | Виктор Генри            | Решением (единогласным)                         | MFP Parus Fight Championship                       | 7 ноября 2020    | 3     | 5:00  |       |                    |
| Победа    | 9-1    | Матеус Сантос           | Техническим нокаутом (удары)                    | Russian Cagefighting Championship RCC Intro 5      | 14 сентября 2019 | 1     | 5:00  |       |                    |
| Победа    | 8-1    | Йоредсон Рейес де Соуза | Сабмишном (удушение)                            | Russian Cagefighting Championship RCC 6            | 4 мая 2019       | 2     | 4:59  |       |                    |
| Победа    | 7-1    | Энтони Леоне            | Техническим нокаутом (удары)                    | Russian Cagefighting Championship RCC Intro 3      | 9 марта 2019     | 2     | 5:00  |       |                    |
| Поражение | 6-1    | Виктор Генри            | Решением (единогласным)                         | Russian Cagefighting Championship RCC 5            | 15 декабря 2018  | 3     | 5:00  |       |                    |
| Победа    | 6-0    | Тэйлор Лэпилус          | Единогласным решением ()                        | Russian Cagefighting Championship RCC Intro        | 1 сентября 2018  | 3     | 5:00  |       |                    |
| Победа    | 5-0    | Реджинальдо Виейра      | Решением (единогласным)                         | RCC Russian Cagefighting Championship 2            | 5 мая 2018       | 3     | 5:00  |       |                    |
| Победа    | 4-0    | Флавио да Сильва Сантос | Решением (единогласным)                         | RCC Russian Cagefighting Championship              | 25 февраля 2018  | 3     | 5:00  |       |                    |
| Победа    | 3-0    | Грачик Енгибарян        | Техническим нокаутом (отказ от продолжения боя) | Ambitions Fighting Championship AFC: Double Impact | 14 декабря 2017  | 1     | 5:00  |       |                    |
| Победа    | 2-0    | Улукбек Аманбаев        | Техническим нокаутом (удары)                    | AFC 20 Ambitions Fighting Championship 20          | 16 сентября 2017 | 2     | 1:36  |       |                    |
| Победа    | 1-0    | Оматило Муминов         | Техническим нокаутом (удары)                    | AFC Ambitions Fighting Championship 17             | 29 апреля 2017   | 2     | 1:08  |       | Дебют в проф. ММА. |